# Ле Каве - Сан Фредијано (Пиза)
Ле Каве - Сан Фредијано је насеље у Италији у округу Пиза, региону Тоскана.
Према процени из 2011. у насељу је живело 39 становника. Насеље се налази на надморској висини од 176 м.